# وای زد کامی
کامران یوسف‌زاده ملقب به وای زد کامی نقاش ایرانی در سال ۱۳۳۵ در تهران متولد شد. او بعد از پایان تحصیلات متوسطه به آمریکا و سپس به اروپا رفت و فلسفه و فیلمسازی خواند. او در سال ۱۹۸۴ به آمریکا رفت و از آن زمان ساکن نیویورک است. نقاشی‌های پرتره وای زد کامی در نمایشگاه‌های متعددی به نمایش در آمده‌است.

## زندگینامه
کامران یوسف‌زاده در خانواده‌ای هنرمند به دنیا آمد. نقاشی را از کودکی نزد مادرش که از شاگردان علیمحمد حیدریان بود آموخت. از همان زمان در کارگاه حیدریان که خود یکی از شاگردان برجستهٔ کمال‌الملک بود، رفت‌وآمد داشت و به کشیدن چهره انسان با تکنیک رنگ و روغن علاقه نشان می‌داد.

او پس از پایان دوران دبیرستان ابتدا به آمریکا و سپس به فرانسه مهاجرت کرد و به تحصیل در رشتهٔ فلسفه در دانشگاه‌های برکلی (کالیفرنیا) و سوربن (پاریس) پرداخت. پس از آن مدتی در کنسرواتوار سینمای پاریس فیلمسازی خواند. بعد از حدود یک دهه اقامت در پاریس به آمریکا برگشت و در نیویورک ساکن شد. پس از فعالیتی کوتاه در زمینه ساخت فیلم مستند – از جمله ساخت مستندی نیمه‌تمام درباره فیلسوف ایرانی، احمد فردید – دوباره به طور جدی به نقاشی روی آورد.

## کارنامه هنری
مشخصه آثار وای زد کامی نقاشی های پرتره‌اش است. او خود می‌گوید در نقاشی‌هایش به دنبال این است که بعد متافیزیک انسانها را به تصویر بکشد.

از سال ۲۰۰۵ تحولی چشمگیر در پرتره‌های کامی روی می‌دهد. پرتره‌های او که به مرور زمان بیشتر وارد فضای معنوی شده‌اند، دیگر به مخاطب چشم نمی‌دوزند. چشمان افراد در این پرتره‌ها یا بسته‌است یا به پایین خیره شده، انگار در حالتی از سکوت و مدیتیشن به سر می‌برند.

کامی در سال‌های ۲۰۰۵-۲۰۰۶ «در بیت‌المقدس» را می‌کشد که مضمونی بسیار سیاسی دارد. «در بیت‌المقدس» در دوسالانه ونیز سال ۲۰۰۷ به نمایش گذاشته‌شد و توجه بسیاری را جلب کرد. این اثر برگرفته از عکس صفحهٔ اول روزنامه نیویورک تایمز است که نشست سران مذاهب ابراهیمی در شهر بیت‌المقدس را نشان می‌دهد. آنها دور هم جمع شده‌اند تا با فستیوال همجنسگرایان در این شهر مخالفت کنند؛ تنها موضوع مورد تفاهم همه رهبران ادیان بیت‌المقدس. این اثر شامل پنج پرتره است که بر روی بوم‌های جدا کشیده شده‌اند.

آثار کامی در مراکز هنری معاصر از جمله موزه هنر مدرن نیویورک (موما)، پاراسل یونیت (لندن)، موزه ویتنی (نیویورک)، و همچنین دوسالانه ونیز و استانبول به نمایش درآمده‌اند.